# Секстон, Маргарет Уилкерсон
Маргарет Уилкерсон Секстон (англ. Margaret Wilkerson Sexton) — американская писательница.

## Биография
Секстон родилась и выросла в Новом Орлеане, штат Луизиана. Она изучала литературное творчество в Дартмутском колледже и право в Калифорнийском университете в Беркли.
Она получила стипендию Ломбард и провела год в Доминиканской Республике, работая в организации по защите гражданских прав и занимаясь написанием статей.
Её дебютный роман «Вид свободы» (A Kind of Freedom) вошёл в список «100 выдающихся книг» по версии New York Times и список «Выбор редакции» в 2017 году. Её второй роман «Ревизионеры» был назван журналом Parade одной из самых ожидаемых книг осени 2019 года.
Секстон получила премию «Первый романист» от Чёрной фракции Американской библиотечной ассоциации и премию Crook’s Corner Book Prize за книгу «Вид свободы». Она также была номинирована на Национальную книжную премию 2017 года от Национального книжного фонда.
На церемонии вручения премии NAACP Image Awards 2020 она стала победителем в категории «Художественная литература» за свой роман 2019 года «Ревизоры».